# Leesthorpe
Leesthorpe – przysiółek w Anglii, w Leicestershire. Leży 6,7 km od miasta Melton Mowbray, 22,4 km od miasta Leicester i 142,8 km od Londynu. W latach 1870–1872 osada liczyła 53 mieszkańców. Leesthorpe jest wspomniana w Domesday Book (1086) jako Luvestorp.